# Chris Adler
Christopher James Adler (ur. 23 listopada 1972 w Richmond, Wirginia) – amerykański perkusista. Występował w zespole metalowym Lamb of God, w którym gra też jego brat Willie Adler. Gra również na pianinie, gitarze akustycznej, gitarze basowej i saksofonie. Pomimo że jest leworęczny, gra na zestawie perkusyjnym dla praworęcznych. Uczęszczał do Bishop Ireton High School w Wirginii, następnie uczył się na Uniwersytet Virginia Commonwealth, gdzie poznał Johna Campbella i Marka Mortona. Zanim rozpoczął granie z Lamb of God, planował zostać informatykiem.
W 2011 roku założył wytwórnię muzyczną pod nazwą ReThink Records. W latach 2015–2016 jako muzyk sesyjny i koncertowy współpracował z zespołem Megadeth w którym zastąpił Shawna Drovera. W 2016 roku dał jednorazowy występ wraz z grupą Corrosion of Conformity w której zastąpił niedysponowanego Reeda Mullina.

## Instrumentarium
| Mapex Black Panther Saturn Series (Walnut Shells) - Chris Adler Signature Black Panther Snare - 10″x9″ Tom - 12″×10″ Tom - 16″×16″ Floor Tom - 18″×16″ Floor Tom - 22″×18″ Bass Drum (×2) Naciągi - Tom Tom: Clear Response 2 – Classic Clear - Bass Drum: Clear Superkick 2 – Custom Resonant - Snare : Coated Hi-Energy snare batter – Classic Clear Snare Side Osprzęt - Pro-Mark 5AX Signature Model Sticks - Gibraltar Rack System and Clamps - Mapex Cymbal Boom Arms |  | Talerze perkusyjne Meinl - 14" Soundcaster Custom Medium Soundwave Hihat - 14" Generation X Filter China - 8" Classics High Bell - 12" Soundcaster Custom Distortion Splash - 8" Byzance Traditional Splash - 14" Soundcaster Custom Medium Crash - 8" Byzance Traditional Splash - 14" Soundcaster Custom Medium Soundwave Hihat - 24" Mb20 Pure Metal Ride - 18" Byzance Brilliant Medium Thin Crash - 18" Byzance Traditional China - 16" Generation X Filter China - 16" Mb8 Medium Crash - 14" Soundcaster Custom Medium Crash Inne - Roland TD-7 Electronic Percussion Module and Single Trigger Pad |

## Dyskografia
| Album                                                                 | Rok  | Uwagi                   |
| --------------------------------------------------------------------- | ---- | ----------------------- |
| Jettison Charlie - Hitchhiking to Budapest                            | 1994 | członek zespołu         |
| Jettison Charlie - Legions of The Unjazzed/I Love You, You Bastard EP | 1996 | członek zespołu         |
| Drum Nation Volume 3                                                  | 2006 | album wideo, kompilacja |
| Chris Adler and Jason Bittner: Live at Modern Drummer Festival 2005   | 2006 | album wideo             |
| Protest the Hero - Volition                                           | 2013 | sesyjnie                |
| Megadeth - Dystopia                                                   | 2016 | sesyjnie                |

## Filmografia
| Tytuł                           | Rok  | Uwagi                                                 | Źródło       |
| ------------------------------- | ---- | ----------------------------------------------------- | ------------ |
| "Metal: A Headbanger’s Journey" | 2005 | film dokumentalny, reżyseria: Sam Dunn, Scot McFayden | [ 8 ]        |
| "As the Palaces Burn"           | 2014 | film dokumentalny, reżyseria: Don Argott              | [ 9 ] [ 10 ] |

## Nagrody i wyróżnienia
| Rok  | Kategoria                             | Tytułem     | Nagroda                            | Nota      | Źródło        |
| ---- | ------------------------------------- | ----------- | ---------------------------------- | --------- | ------------- |
| 2010 | Best Drummer                          | Chris Adler | Revolver Golden Gods Awards        | Nominacja | [ 11 ] [ 12 ] |
| 2011 | Metal Drummer of the Year             | Chris Adler | Modern Drummer Readers Poll        | Laur      | [ 13 ]        |
| 2014 | Metal Drummer of the Year             | Chris Adler | 2014 Drummies! Awards              | Laur      | [ 14 ]        |
| 2014 | Best Drummer presented by Razor & Tie | Chris Adler | Revolver Golden Gods Awards        | Nominacja | [ 15 ]        |
| 2016 | Best Drummer                          | Chris Adler | The Epiphone Revolver Music Awards | Laur      | [ 16 ]        |